# Pangio borneensis
Pangio borneensis är en fiskart som först beskrevs av Boulenger, 1894.  Pangio borneensis ingår i släktet Pangio och familjen nissögefiskar. Inga underarter finns listade i Catalogue of Life.